# Listă de aeroporturi după codul IATA: X
Mai jos este lista de aeroporturi al căror cod IATA începe cu litera X.
Această listă este generată cu date din Wikidata și este actualizată periodic de un robot.
 Editările făcute în listă vor fi șterse la următoarea actualizare!
| Imagine | Cod IATA | Articol                                                    |
| ------- | -------- | ---------------------------------------------------------- |
|         | XKA      | Aeroportul Kantchari                                       |
|         | XBJ      | Aeroportul Internațional Birjand                           |
|         | XIL      | Aeroportul Xilinhot                                        |
|         | XMI      | Aeroportul Masasi                                          |
|         | XCL      | Aeroportul Cluff Lake                                      |
|         | XCH      | Aeroportul Christmas Island                                |
|         | XAU      | Aeroportul Saül                                            |
|         | XMG      | Aeroportul Mahendranagar                                   |
|         | XLB      | Aeroportul Lac Brochet                                     |
|         | XCR      | Aeroportul Châlons Vatry                                   |
|         | XYA      | Aeroportul Yandina                                         |
|         | XBE      | Aeroportul Bearskin Lake                                   |
|         | XQP      | Aeroportul Quepos La Managua                               |
|         | XTG      | Aeroportul Thargomindah                                    |
|         | XNN      | Aeroportul Xining Caojiabao                                |
|         | XRY      | Aeroportul Jerez                                           |
|         | XGA      | Aeroportul Gaoua                                           |
|         | XGN      | Aeroportul Xangongo                                        |
|         | XKS      | Aeroportul Kasabonika                                      |
|         | XAP      | Aeroportul Chapecó                                         |
|         | XJM      | Aeroportul Mangla                                          |
|         | XMH      | Aeroportul Manihi                                          |
|         | XMP      | Aeroportul Macmillian Pass                                 |
|         | XCM      | Aeroportul Chatham-Kent                                    |
|         | XMN      | Aeroportul Internațional Xiamen Gaoqi                      |
|         | XPA      | Aeroportul Pama                                            |
|         | XMC      | Aeroportul Mallacoota                                      |
|         | XPK      | Aeroportul Pukatawagan                                     |
|         | XSB      | Aeroportul Sir Bani Yas                                    |
|         | XGR      | Aeroportul Kangiqsualujjuaq (Georges River)                |
|         | XBG      | Aeroportul Bogande                                         |
|         | XDE      | Aeroportul Diebougou                                       |
|         | XSJ      | Aeroportul Peronne-St Quentin                              |
|         | XYE      | Aeroportul Ye                                              |
|         | XFN      | Aeroportul Xiangyang Liuji                                 |
|         | XSC      | Aeroportul South Caicos                                    |
|         | XMS      | Aeroportul Edmundo Carvajal                                |
|         | XMY      | Aeroportul Yam Island                                      |
|         | XNU      | Aeroportul Nouna                                           |
|         | XRR      | Aeroportul Ross River                                      |
|         | XUZ      | Aeroportul Xuzhou Guanyin                                  |
|         | XML      | Aeroportul Minlaton                                        |
|         | XDJ      | Aeroportul Djibo                                           |
|         | XIC      | Aeroportul Xichang Qingshan                                |
|         | XSP      | Aeroportul Seletar                                         |
|         | XKY      | Aeroportul Kaya                                            |
|         | XDW      | Prince Rupert                                              |
|         | XYJ      | Praha-Holešovice                                           |
|         | XBO      | Aeroportul Boulsa                                          |
|         | XGG      | Aeroportul Gorom Gorom                                     |
|         | XPP      | Aeroportul Poplar River                                    |
|         | XSI      | Aeroportul South Indian Lake                               |
|         | XTL      | Aeroportul Tadoule Lake                                    |
|         | XLL      | Aeroportul Greensboro North                                |
|         | XKH      | Aeroportul Xieng Khouang                                   |
|         | XAI      | Aeroportul Xinyang Minggang                                |
|         | XAR      | Aeroportul Aribinda                                        |
|         | XCO      | Aeroportul Colac                                           |
|         | XOC      | Madrid-Puerta de Atocha-Almudena Grandes                   |
|         | XES      | Aeroportul Grand Geneva Resort                             |
|         | XLS      | Aeroportul Saint-Louis                                     |
|         | XZA      | Aeroportul Zabré                                           |
|         | XWA      | Aeroportul Internațional Williston Basin                   |
|         | XIY      | Aeroportul Internațional Xi'an Xianyang                    |
|         | XSD      | Aeroportul Tonopah Test Range                              |
|         | XUD      | Aeroportul Cranfield                                       |
|         | XRQ      | Aeroportul Xinbarag Youqi Baogede                          |
|         | XLU      | Aeroportul Leo                                             |
|         | XSA      | Aeroportul Tappahannock-Essex County                       |
|         | XTO      | Aeroportul Taroom                                          |
|         | XPR      | Aeroportul Pine Ridge                                      |
|         | XSE      | Aeroportul Sebba                                           |
|         | XNT      | Aeroportul Xingtai Dalian                                  |
|         | XQU      | Aeroportul Qualicum Beach                                  |
|         | XBP      | Aeroportul Municipal Bridgeport                            |
|         | XBR      | Aeroportul Brockville-Thousand Islands Regional Tackaberry |
|         | XNA      | Aeroportul Regional Northwest Arkansas                     |